# Erannis aurantiaria
Erannis aurantiaria är en fjärilsart som beskrevs av Jacob Hübner 1796-1799. Erannis aurantiaria ingår i släktet Erannis och familjen mätare. Inga underarter finns listade i Catalogue of Life.